# Cockermouth
Cockermouth est une ville d'Angleterre dans le district d'Allerdale en Cumbria.

## Géographie
Elle tient son nom de sa situation au confluent des rivières Cocker et Derwent.

## Histoire
Le HMS Melbreak est parrainé par la communauté civile de Cockermouth pendant la campagne nationale du Warship Week (semaine des navires de guerre) en mars 1942. Il est un destroyer d'escorte de classe Hunt de type III, construit pour la Royal Navy.

## Patrimoine
- Château de Cockermouth

## Jumelage
La ville est jumelée à Marvejols.

## Personnalités liées à la commune
- William Wordsworth
- Dorothy Wordsworth
- Fletcher Christian
- John Dalton
- Matthew Wilson